# Nyctosaurus
Nyctosaurus („noční ještěr“ či „netopýří ještěr“) byl rod pterodaktyloidního ptakoještěra popsaného roku 1876 Othnielem Charlesem Marshem, který žil v období pozdní křídy na území USA. Do rodu Nyctosaurus je řazen velký počet druhů.

## Popis
Nyctosaurus se podobal svému vývojovému příbuznému, pteranodonovi ale s rozpětím křídel přes dva metry byl výrazně menší.
Na některých kostrách byl nalezen výrazný obrovský hřeben, delší, nebo alespoň stejně dlouhý jako jeho tělo. Tato podivná ozdoba se skládala ze dvou nosníků. Hřeben směřoval vzhůru a v jedné části se měnil v jakousi vidlici. Nyctosaurus je asi jediným pterosaurem, který nemá na předních končetinách prsty s výjimkou prstu křídla. Měl také velmi dlouhý a špičatý zobák.

### Objev

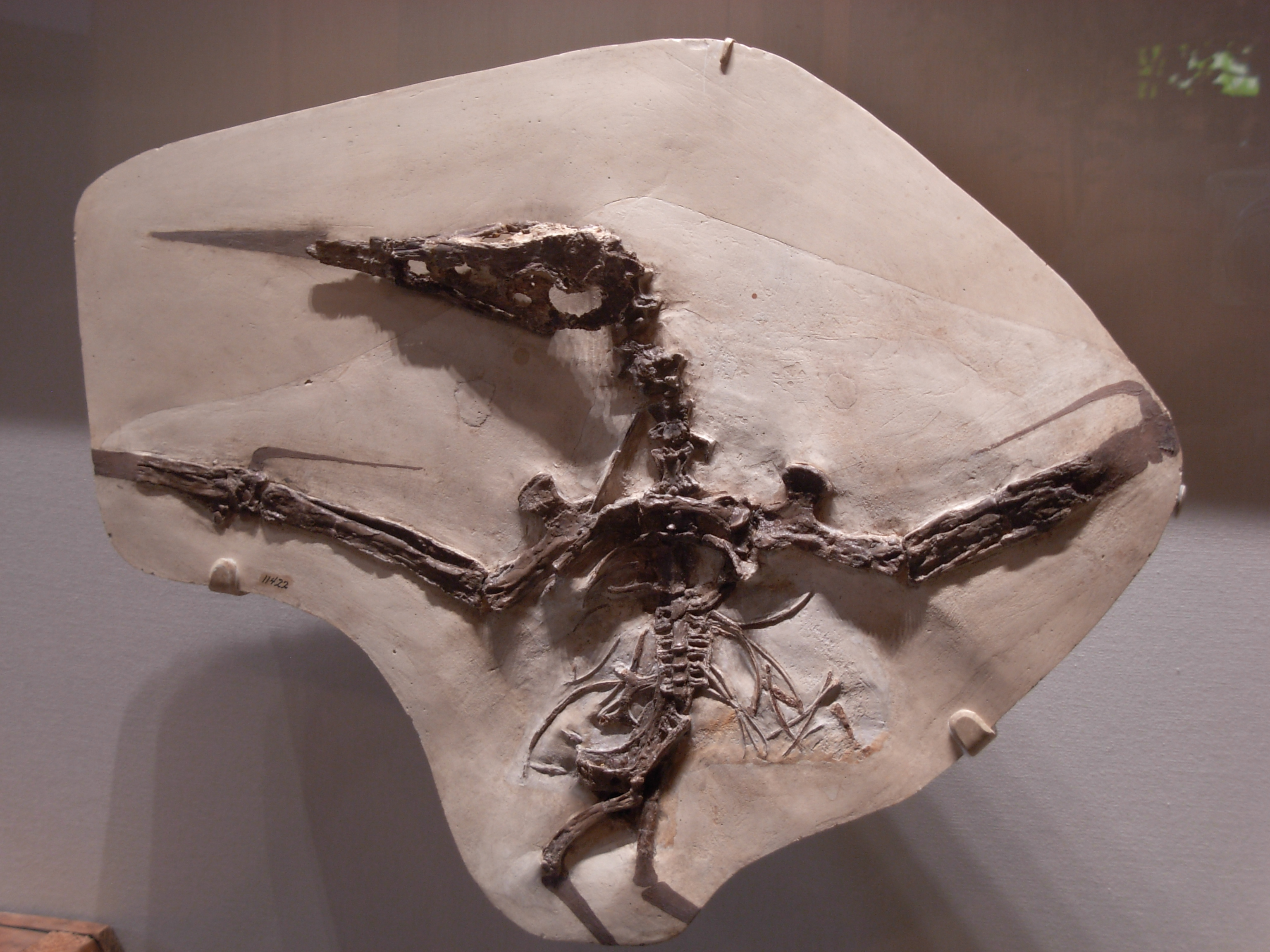
Fosilní kostra nyktosaura

Roku 1876 byly popsány první pozůstatky rodu Nyctosaurus objevené v Kansasu (někdejší Velké vnitrozemské moře). Marsh se domníval, že se jedná o nový druh rodu Pteranodon, a proto ho pojmenoval Pteranodon gracilis. Později však určil, že se jedná o samostatný rod, který pojmenoval Nyctosaurus, protože mu křídly připomínal netopýra. Roku 1881 Marsh změnil jméno na Nyctodactylus. Dnes se však používá název Nyctosaurus, a Nyctodactylus je jeho synonymem. Od té doby bylo objeveno ještě mnoho pozůstatků nyktosaurů.
Podle některých výzkumů mohl být blízkým příbuzným tohoto rodu také český ptakoještěr Cretornis hlavaci.